# William F. Lamb
William Frederick Lamb (21 de novembro de 1883 - 8 de setembro de 1952), foi um arquiteto norte-americano, conhecido principalmente como um dos principais designers do Empire State Building.

## Biografia
Lamb ingressou no escritório de arquitetura de Nova York Carrère & Hastings em 1911, logo após retornar de Paris, onde obteve um diploma na École des Beaux-Arts. Lamb tornou-se sócio em 1920; a empresa seria conhecida como Shreve & Lamb de 1924 a 1929 e posteriormente como Shreve, Lamb and Harmon. Os projetos notáveis de Lamb incluem o Empire State Building, o Standard Oil Building, 521 Fifth Avenue, o Forbes Magazine Building e o General Motors Building na cidade de Nova York; o Edifício Acacia Mutual Life Insurance em Washington, D.C.; e edifícios acadêmicos para o Connecticut College for Women, Williams College, Cornell University e Wesleyan University. Além de seus estudos na École des Beaux Arts, Lamb recebeu um diploma de bacharel do Williams College em 1904 e fez pós-graduação na School of Architecture, Columbia University, de 1904 a 1906. Lamb serviu na Comissão de Belas Artes dos Estados Unidos de 1937 a 1945, inclusive como vice-presidente de 1941 a 1945. Em 1942 ele foi eleito para a Academia Nacional de Design como membro associado e tornou-se um acadêmico pleno em 1950.
A empresa também projetou o Bankers Trust Building e trabalhou com H. Craig Severance em 40 Wall Street em Nova York. Ele também projetou o Reynolds Building em Winston-Salem, Carolina do Norte.
Ele morreu em Nova York em 8 de setembro de 1952.